# Přeber si to znovu
Přeber si to znovu (v anglickém originále Analyze That) je americká filmová komedie z roku 2002. Režisérem filmu je Harold Ramis. Hlavní role ve filmu ztvárnili Robert De Niro, Billy Crystal, Joe Viterelli, Lisa Kudrow a Cathy Moriarty-Gentile. Jedná se o pokračování filmu Přeber si to.

## Obsazení
| Robert De Niro         | Paul Vitti     |
| Billy Crystal          | Ben Sobel      |
| Joe Viterelli          | Jelly          |
| Lisa Kudrow            | Laura Sobel    |
| Cathy Moriarty-Gentile | Patti LoPresti |
| Anthony LaPaglia       | Anthony Bella  |
| Frank Gio              | Lou Rigazzi    |
| Reg Rogers             | Raoul Berman   |